# Johannes Muntschick
Johannes Muntschick (* 23. März 1921 in Bad Gottleuba-Berggießhübel; † 12. November 2007 in Markkleeberg) war ein deutscher Musiker und Komponist.
Muntschick war von 1949 bis 1986 Kantor in Leipzig-Connewitz und seit 1960 Kirchenmusikdirektor von Leipzig.
Als Lehrbeauftragter wirkte er unter anderem an der Leipziger Hochschule für Musik.
Muntschick wurde vor allem bekannt als Komponist von Kinderchorstücken sowie Bläser- und Orgelsätzen. Er gehörte einer Generation von Komponisten an, die an die kirchenmusikalische Erneuerungsbewegung ab etwa 1925 anknüpfte, dabei aber den Bezug zur Tradition und das intuitive Verständnis der Zuhörerschaft ebenso wenig außer Acht ließ wie die Aufführbarkeit ihrer Stücke.

## Werke (Auszug)
- Chordienst im Kirchenjahr I[3]
- Chorsätze zum Evangelischen Gesangbuch, Heft 2 - Kommt mit Gaben und Lobgesang
- Mein Herz ist bereit. Lieder über Gott und die Welt für Kinderchor. Chorbuch mit Begleit-CD